# RR-348
A  RR-348 é uma rodovia brasileira do estado de Roraima. Essa estrada intercepta a RR-319.
Está localizada na região Centro-Norte do estado, atendendo ao município de Boa Vista, numa extensão de 50 quilômetros.